# Fjodor Gordejewitsch Gordejew
Fjodor Gordejewitsch Gordejew (russisch Фёдор Гордеевич Гордеев; * 1744 in Zarskoje Selo; † 23. Januarjul. / 4. Februar 1810greg. in St. Petersburg) war ein russischer Bildhauer und Hochschullehrer.

## Leben
Gordejew, Sohn eines Vieknechts, studierte 1759–1767 an der St. Petersburger Akademie der Künste bei Nicolas-François Gillet. Darauf wurde er zu weiteren Studien nach Paris zu Jean-Baptiste Lemoyne und Rom geschickt (1767–1772). 1776 wurde er Mitglied der St. Petersburger Akademie der Künste, 1782 Professor und 1802 Rektor der Akademie.
Ein frühes Werk Gordejews war die Gipsskulptur des Prometheus, die in der Moskauer Tretjakow-Galerie steht, während die spätere Bronzeversion sich im St. Petersburger Russischen Museum befindet. Gordejew schuf die Reliefs für die Fassaden und Innenräume des Schlosses Ostankino (1794–1798) und für die Fassaden der Kasaner Kathedrale in St. Petersburg (1804–1807). Seine Marmorgrabdenkmale für N. M. Golizyn (1780) und Dmitri Michailowitsch Golizyn (1799) befinden sich im Moskauer Schtschussew-Museum für Architektur, während das Grabdenkmal für Alexander Michailowitsch Golizyn (1788) in der Blagoweschtschenskaja-Kirche im Alexander-Newski-Kloster steht. Unter Gordejews Leitung wurden die Bronzestatuen für die Wasserspiele des Schlosses Peterhof gegossen und die Denkmale für Peter I. mit der Reiterstatue Étienne-Maurice Falconets und für Alexander Wassiljewitsch Suworow mit der Statue Michail Iwanowitsch Koslowskis in St. Petersburg aufgestellt.

## Werke

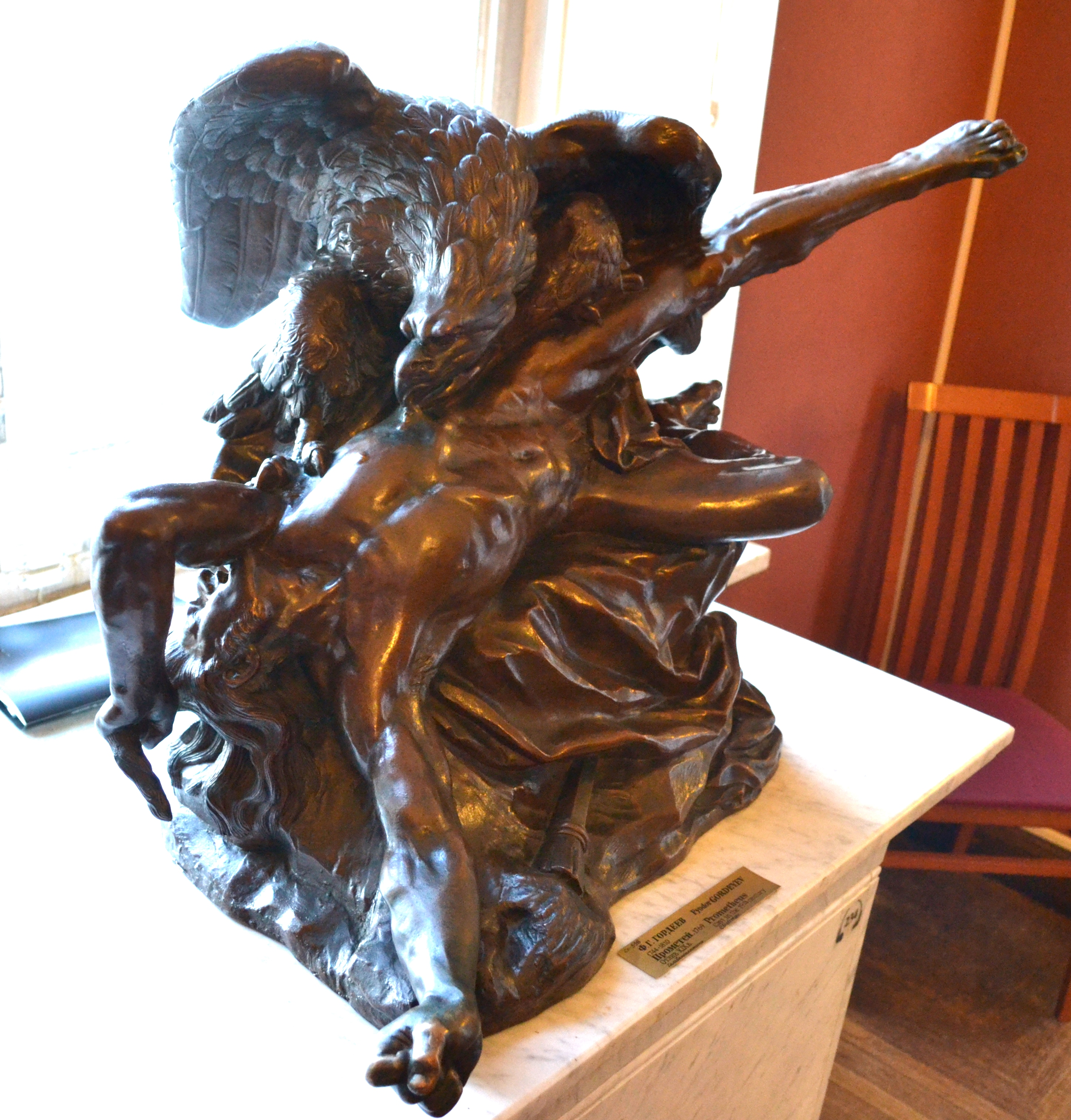
Prometheus (1769), Russisches Museum
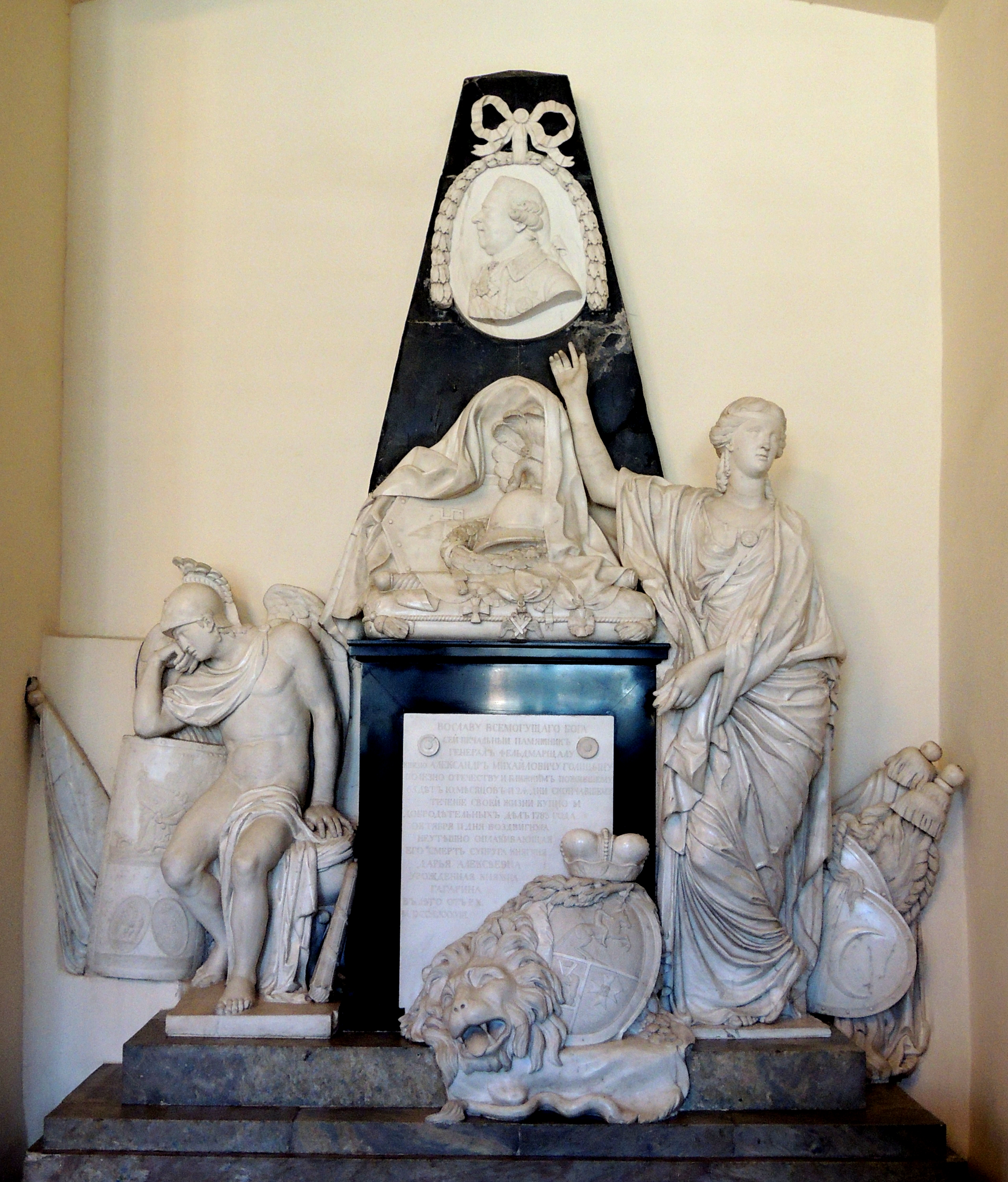
Grabmal Alexander Michailowitsch Golizyns (1788), Blagoweschtschenskaja-Kirche im Alexander-Newski-Kloster, St. Petersburg
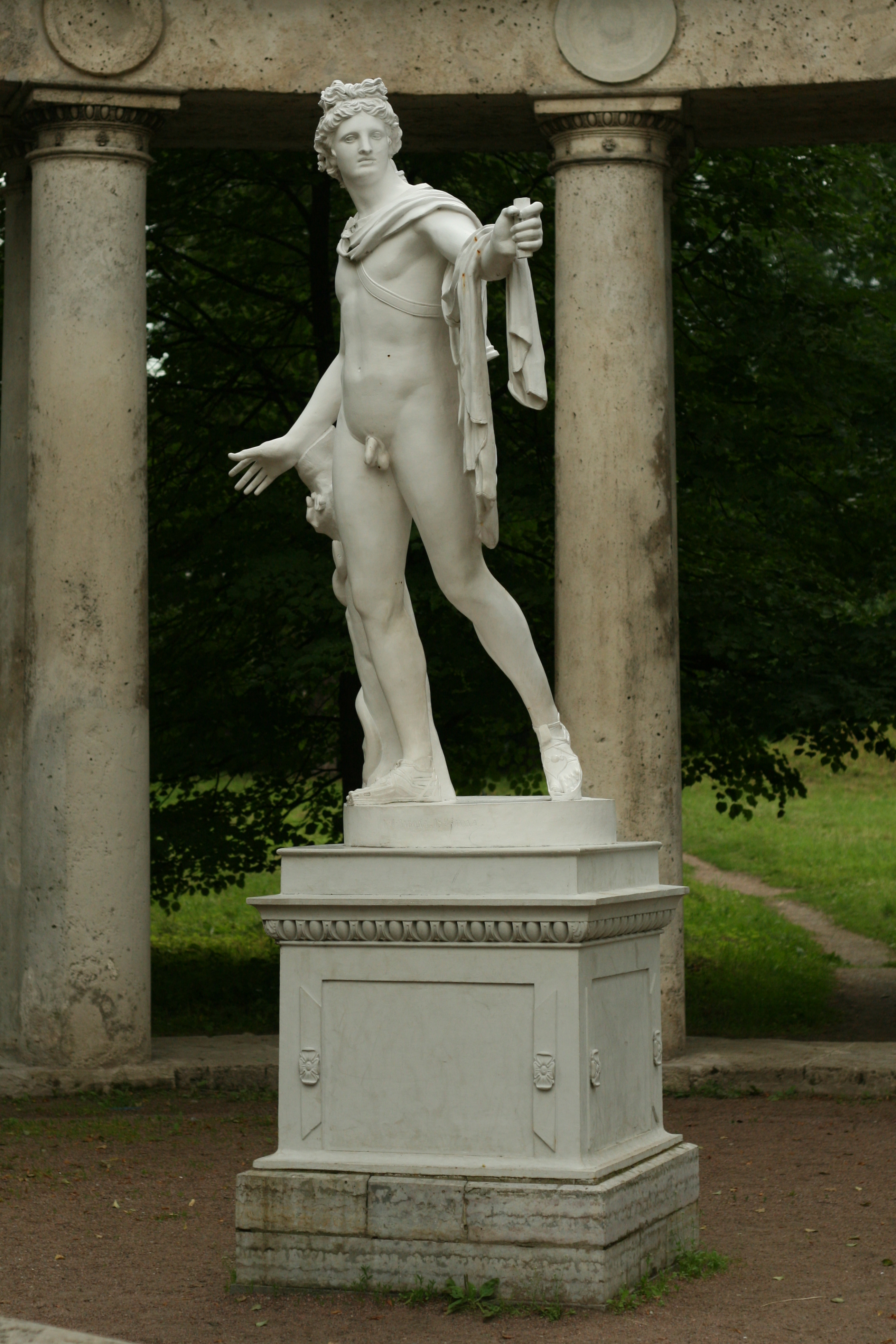
Kopie des Apollo von Belvedere, Apollo-Kolonnade, Pawlowsk-Park
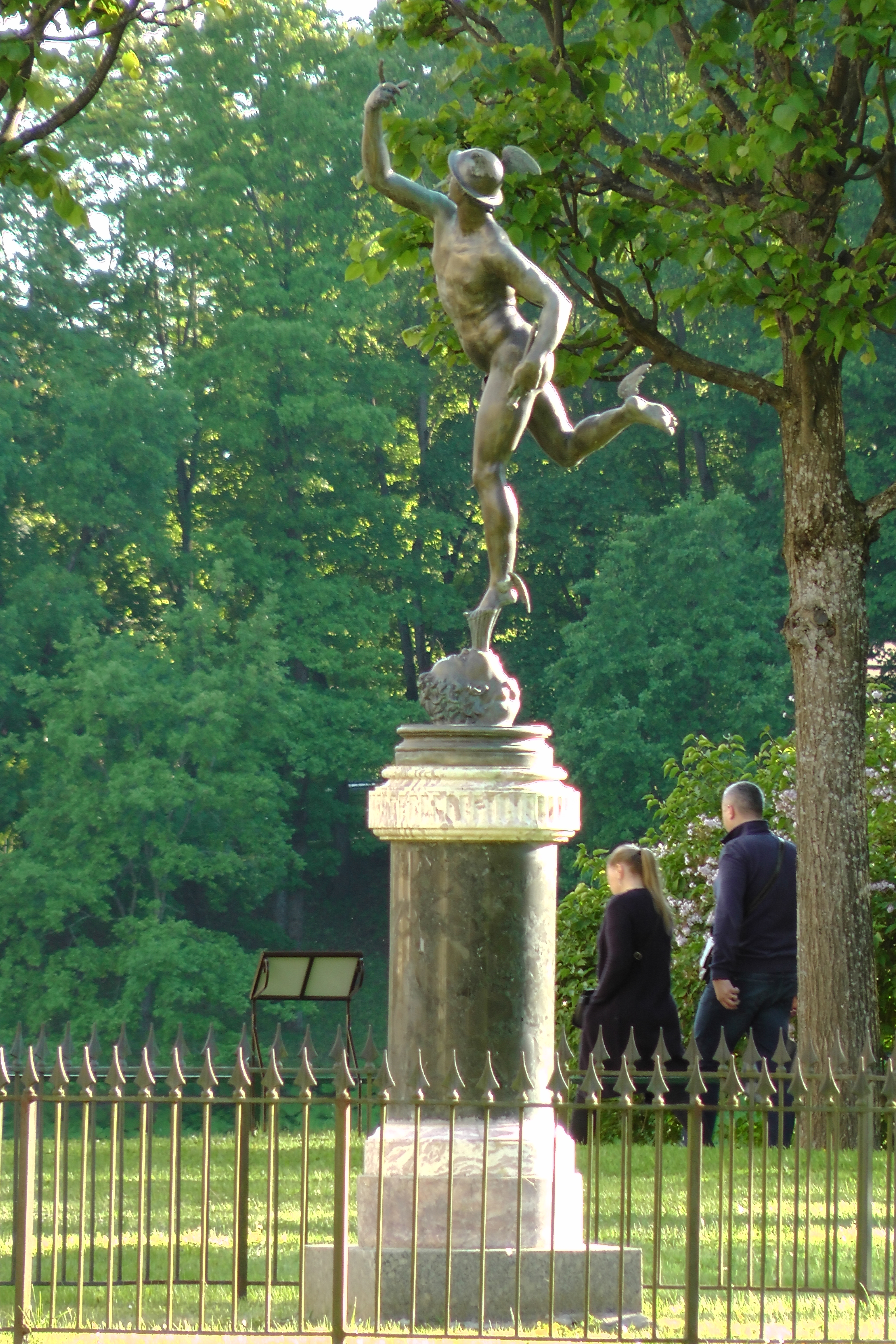
Merkur (1783) vor der Gonsago-Galerie, Pawlowsk-Park
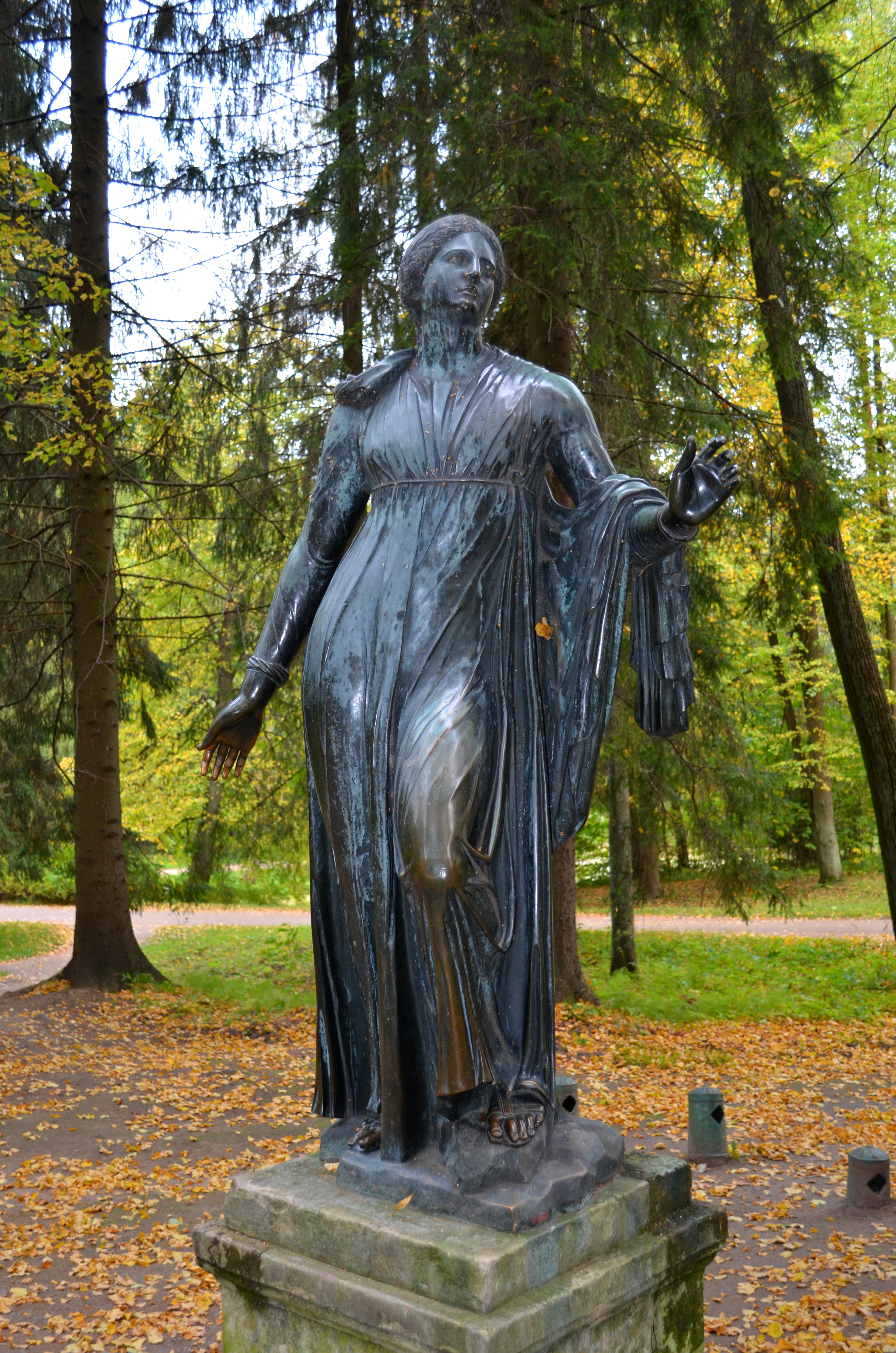
Kopie einer Tochter der Niobe aus der Schule des Skopas (1786), Pawlowsk-Park
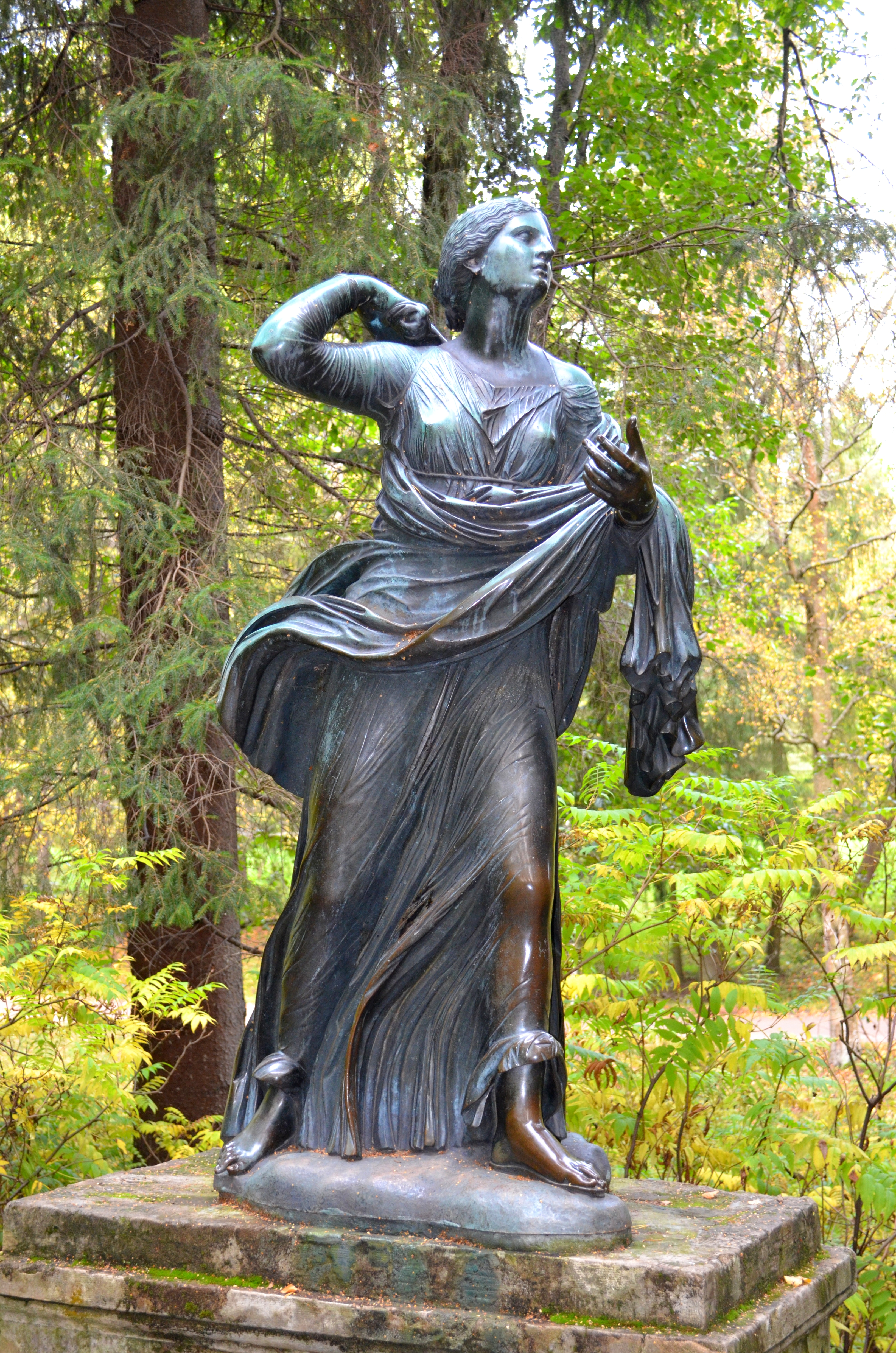
Kopie einer Tochter der Niobe aus der Schule des Skopas (1786), Pawlowsk-Park
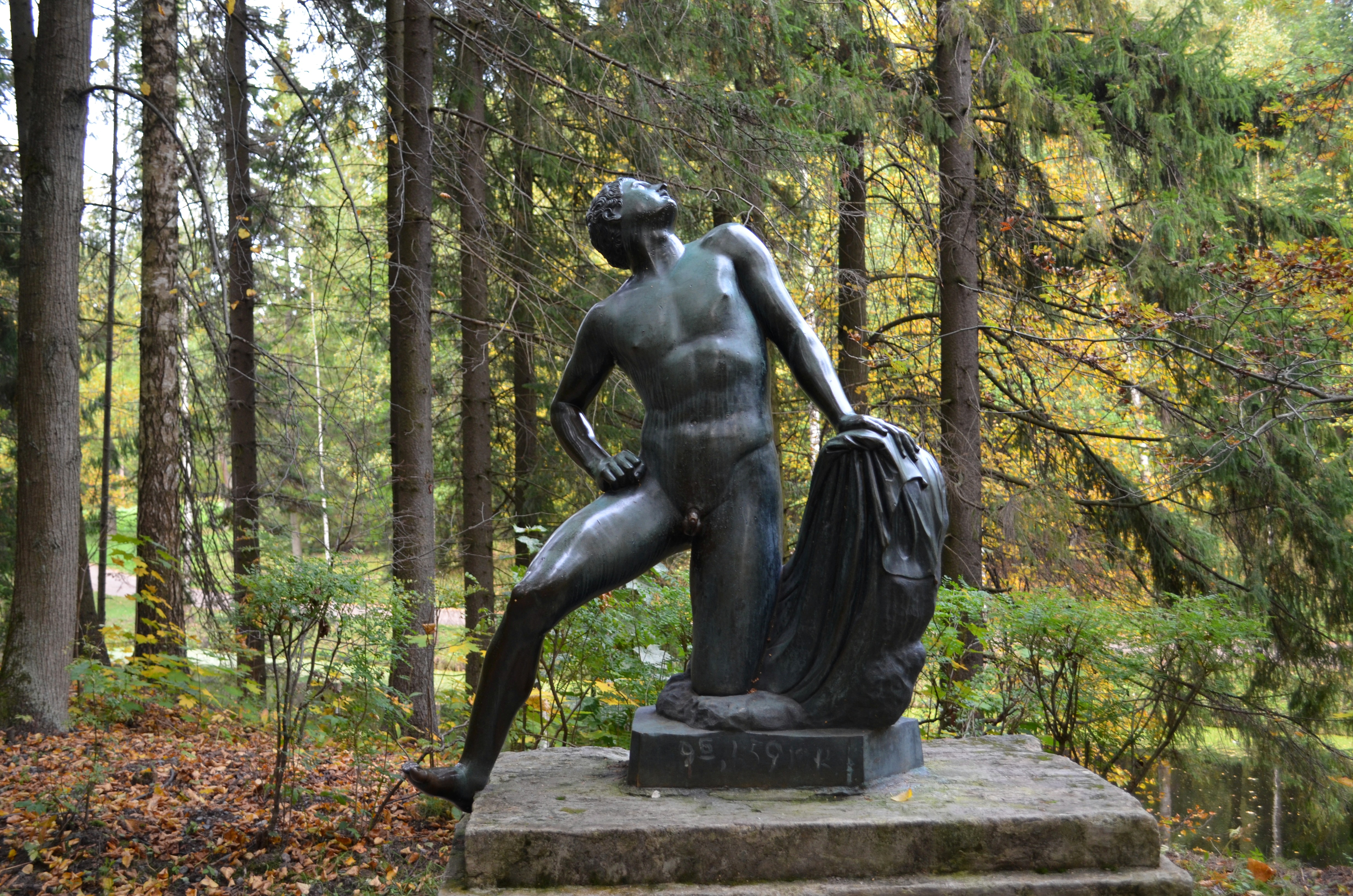
Kopie des Ilioneus (Sohn der Niobe) aus der Schule des Skopas (1787), Pawlowsk-Park
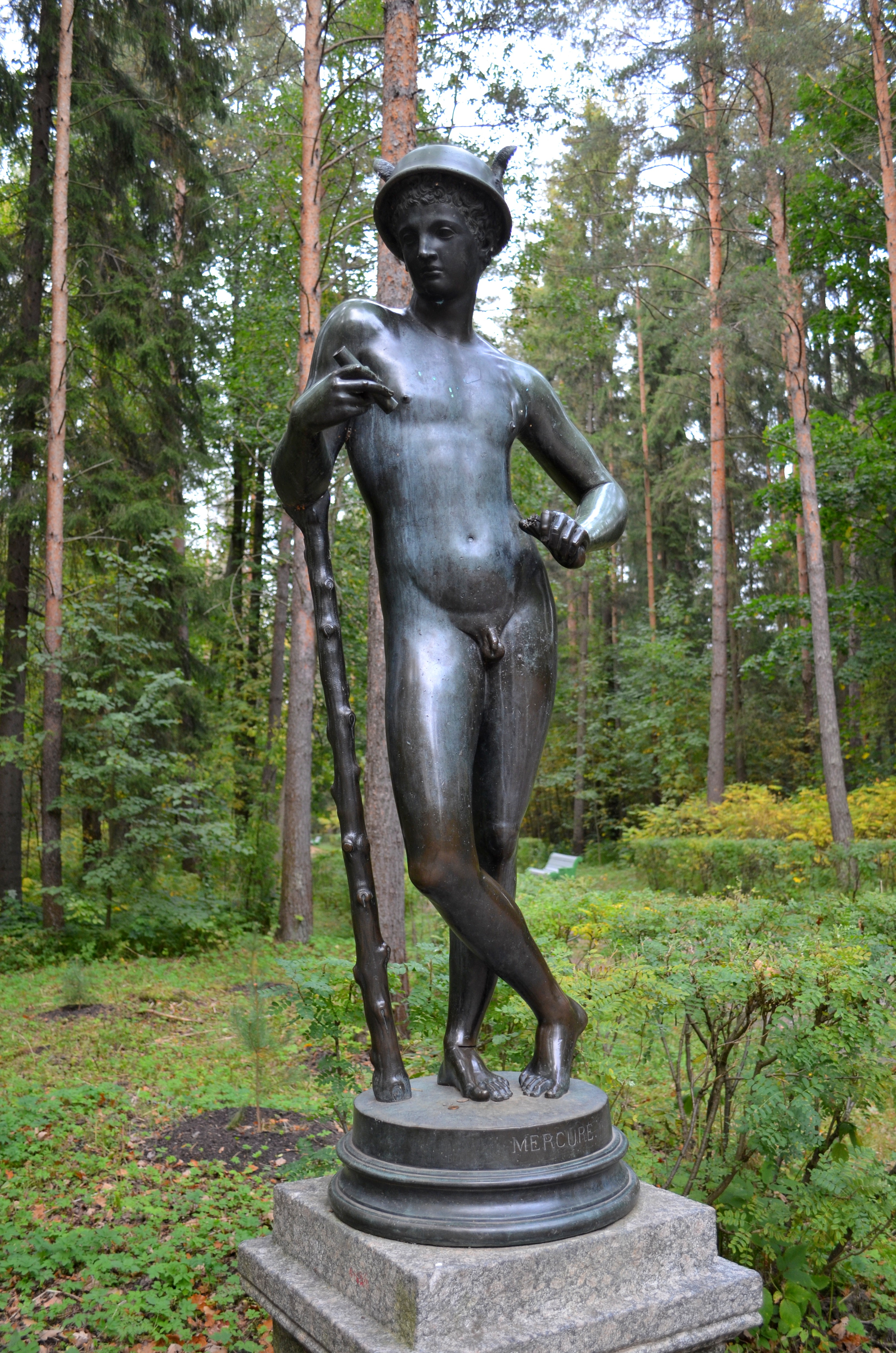
Kopie des Florentiner Hermes (1795), Pawlowsk-Park